# Comuna Velîkîi Karabciiv, Horodok
Velîkîi Karabciiv (în ucraineană Великий Карабчіїв) este o comună în raionul Horodok, regiunea Hmelnîțkîi, Ucraina, formată din satele Hrîțkiv și Velîkîi Karabciiv (reședința).

## Demografie
Componența lingvistică a comunei Velîkîi Karabciiv
     Ucraineană (99,22%)
     Alte limbi (0,78%)
Conform recensământului din 2001, majoritatea populației comunei Velîkîi Karabciiv era vorbitoare de ucraineană (99,22%), existând în minoritate și vorbitori de alte limbi.